# Tubuai (grupa etniczna)
Tubuai (nazwa własna: Tubu) – rdzenna ludność Wysp Tubuai w Polinezji Francuskiej, odłam Polinezyjczyków. W 1985 r. ich liczebność wynosiła ok. 12 tysięcy.
Posługują się językiem tubu z rodziny polinezyjskiej, w użyciu jest także język francuski. Wyznają głównie protestantyzm (75%) i katolicyzm. Wśród Tubuai zachowały się też wierzenia tradycyjne.
Główne zajęcia Tubuai to ręczna uprawa roli (taro, jams, orzechy kokosowe, banany, drzewo chlebowe) i rybołówstwo. Świnie i drób zostały wprowadzone przez Europejczyków. Tubuai zajmują się również produkcją kopry i wanilii. Rozwinęli tradycje żeglarskie i rzemiosło, w tym rzeźbę w drewnie i ornamentację tapy.
Zaobserwowano postępującą integrację kulturową Tubuai z innymi ludami Polinezji Francuskiej, zwłaszcza Tahitańczykami.
Tradycyjna struktura społeczna opiera się na rodach patrylinearnych.